# Heřmánky
Heřmánky (en allemand : Hermsdorf) est une commune du district de Nový Jičín, dans la région de Moravie-Silésie, en République tchèque. Sa population s'élevait à 166 habitants en 2020.

## Géographie
Heřmánky se trouve à 10 km à l'ouest de Fulnek, à 22 km au nord-ouest de Nový Jičín, à 38 km à l'ouest-sud-ouest d'Ostrava et à 243 km à l'est-sud-est de Prague.
La commune est limitée par Odry au nord, par Heřmanice u Oder à l'est, par Jakubčovice nad Odrou au sud, et par Spálov à l'ouest.

## Histoire
La première mention écrite de la localité date de 1362.